# مارگارت مک‌فارلند
مارگارت مک‌فارلند (انگلیسی: Margaret McFarland; ۳ ژوئیهٔ ۱۹۰۵ – ۱۲ سپتامبر ۱۹۸۸)
روان‌شناس رشد آمریکایی و مشاور برنامه تلویزیونی همسایگی آقای راجرز بود. او یکی از بنیان‌گذاران و مدیر مرکز خانواده و کودکان آرسنال در پیتسبرگ بود و بخش عمده‌ای از کارهایش بر معنای تعاملات میان مادران و کودکان متمرکز بود. فرد راجرز از مک‌فارلند به عنوان تأثیرگذارترین فرد در حرفه خود یاد کرده است.
مک‌فارلند که از کالج گوچر و دانشگاه کلمبیا فارغ‌التحصیل شده بود، در ایالات متحده و استرالیا به تدریس و پژوهش دربارهٔ کودکان پرداخت. پس از دریافت دکترای رشد کودک، در کالج مونت هولیوک در ماساچوست تدریس کرد و سپس به پیتسبرگ بازگشت. در سال ۱۹۵۳، همراه با متخصص اطفال بنیامین اسپاک و روان‌شناس اریک اریکسون، مرکز آرسنال را به عنوان یک مهدکودک و مرکز مشاوره برای کودکان و خانواده‌هایشان بنیان نهاد. متخصصان از حوزه‌های گوناگون برای یادگیری دربارهٔ رشد کودک به این مرکز می‌آمدند. مک‌فارلند تا سال ۱۹۷۱ مدیر این مرکز باقی ماند. او و اسپاک همچنین یک بخش رشد کودک در دانشکده پزشکی دانشگاه پیتسبرگ تأسیس کردند.
مک‌فارلند در دهه ۱۹۵۰ با فرد راجرز آشنا شد، زمانی که پذیرفت تا کار او را با یک کودک برای یک دوره مشاوره در حوزه علوم دینی نظارت کند. در سال ۱۹۶۵، او مشاور رشد کودک در برنامه همسایگی آقای راجرز شد. او تقریباً به‌صورت هفتگی با راجرز ملاقات داشت و محتوای برنامه و نحوه بیان مطالب را بررسی می‌کرد. او تأثیر زیادی بر ارائه مطالب در این برنامه داشت و همکاری‌اش با راجرز تا زمان درگذشتش بر اثر میلوفیبروز در سن ۸۳ سالگی ادامه یافت.

## اوایل زندگی
مک‌فارلند، کوچک‌ترین دختر از سه خواهر، در ۳ ژوئیه ۱۹۰۵ در اوکدیل، پنسیلوانیا، از حومه‌های پیتسبرگ، از پدر و مادری به نام رابرت و گرترد (مسر) مک‌فارلند به دنیا آمد. او تبار اسکاتلندی و فرانسوی-آلمانی داشت. مک‌فارلند گفته بود که پدرش را بسیار دوست داشت، اما می‌دانست که خواهر میانی‌اش، مری، فرزند محبوب پدرشان بود. پدرش زمانی که او پنج ساله بود درگذشت. مک‌فارلند تا پایان عمر ازدواج نکرد و فرزندی نداشت و این را به درگذشت پدرش نسبت می‌داد. او گفته بود: «و تمام مراحل بعدیِ آنچه به معنای دوست داشته شدن از سوی یک مرد و عشق ورزیدن به یک مرد بود، برای من از دست رفت. من نوعی پدر داشتن را می‌خواستم.»
در حالی که رابطه او با پدرش برایش رضایت‌بخش نبود، مک‌فارلند مادرش را «به‌طور ذاتی وقف مادری» توصیف می‌کرد و می‌گفت: «او به من این حس را داد که نوزاد یا کودک خردسال ارزش زیادی دارد.» او اگرچه از طریق کارهای پرستاری کودک به رشد کودک علاقه‌مند شد، اما تأکید داشت که الگوی عشق مادری‌اش تأثیر بسزایی بر انتخاب حرفه‌اش گذاشت. «در نهایت، من واقعاً می‌خواستم مثل مادرم باشم.» مک‌فارلند در کالج گوچر تحصیل کرد و در سال ۱۹۲۷ مدرک کارشناسی خود را دریافت کرد.

## حرفه

### دانشگاه و مرکز آرسنال
مک‌فارلند پس از دریافت مدرک کارشناسی ارشد از دانشگاه کلمبیا در سال ۱۹۲۸، چند سال به تدریس و تحقیق دربارهٔ شخصیت در مدرسه وینچستر تورستون در پیتسبرگ و مهدکودک هابارد وودز در وینتکا، ایلینوی پرداخت. هنگامی که او در هابارد وودز تدریس می‌کرد، با کودکانی کار می‌کرد که در مطالعه‌ای به سرپرستی رز هاس آلشولر و لا برتا وایس هاتویک شرکت داشتند که نتیجه آن کتابی با عنوان نقاشی و شخصیت: مطالعه‌ای بر کودکان خردسال بود.
مک‌فارلند برای تکمیل دکترای رشد کودک خود در سال ۱۹۳۸ به کلمبیا بازگشت. سپس به ملبورن رفت و در آنجا مدیر کالج آموزش مهدکودک شد. او در سال ۱۹۴۱ به ایالات متحده بازگشت و در کالج مونت هولیوک به عنوان استادیار روان‌شناسی تدریس کرد و مدیریت مدرسه کودکان این کالج را بر عهده گرفت. در همین دوران، مک‌فارلند به دو مفهومی پی برد که در بسیاری از پژوهش‌های بعدی او نقش کلیدی داشتند – نقش زنان در رشد کودک و اهمیت بازی در دوران کودکی.